# Kenny Lofton
Pour les articles homonymes, voir Lofton.
Kenneth Lofton (né le 31 mai 1967 à East Chicago, Indiana, États-Unis) est un ancien joueur de baseball.
Il évolue dans la Ligue majeure de baseball pendant 17 saisons, de 1991 à 2007, pour 11 équipes différentes : il est membre des Indians de Cleveland pour 10 saisons mais ne joue jamais plus d'un an avec un autre club. Il évolue pour Cleveland de 1992 à 1996, de 1998 à 2001, puis y revient terminer sa carrière en seconde partie de saison 2007.
Voltigeur de centre, frappeur gaucher et habituellement premier frappeur de l'alignement, Lofton se distingue par sa vitesse et sa capacité à atteindre les buts. Aidé par une moyenne au bâton en carrière de ,299 et une moyenne de présence sur les buts de ,372 il est cinq fois de suite champion voleur de buts de la Ligue américaine (1992-1996) et trois fois champions voleur de buts du baseball majeur (1993, 1994, 1996). En 2017, dix ans après sa retraite, il occupe le 15e rang de l'histoire des majeures avec 622 buts volés en carrière. Lofton détient le record de buts volés en séries éliminatoires avec 34 : il bat en 2007 le record de 33 de Rickey Henderson.
De 1994 à 1999, Kenny Lofton reçoit 6 invitations consécutives au match des étoiles de mi-saison. Ses qualités en défensive au champ extérieur sont récompensées par quatre Gants dorés, de 1993 à 1996.
Habitué des séries éliminatoires, Lofton y participe avec six clubs différents : Cleveland (1995, 1996, 1998, 1999, 2001,2007), les Braves d'Atlanta (1997), les Giants de San Francisco (2002), les Cubs de Chicago (2003), les Yankees de New York (2004) et les Dodgers de Los Angeles (2006). Il joue dans deux Séries mondiales, chaque fois avec le club perdant : Cleveland en 1995 et San Francisco en 2002. Son dernier match en carrière en est un de séries éliminatoires, avec Cleveland le 21 octobre 2007.

## Biographie
Né d'un père inconnu et d'une mère qui quitte pour l'Alabama peu après sa naissance, Kenny Lofton est élevé dans un quartier mal famé d'East Chicago en Indiana par sa grand-mère aveugle, Rosie Person, qui vit de la pension de sécurité sociale qu'elle reçoit de l'État depuis la mort de son époux. Kenny Lofton excelle au baseball et au basket-ball mais, en raison de la situation économique familiale, ne peut poursuivre des études que s'il obtient une bourse sportive. Celle-ci vient de Lute Olson, l'entraîneur de basket-ball des Wildcats de l'université de l'Arizona. Excellent meneur des Wildcats, il joue trois saisons, de 1985-86 à 1987-88. Ses qualités athlétiques attirent l'attention de l'équipe de baseball de l'université : celle-ci lui offre un bref essai et le fait jouer dans 5 matchs comme coureur suppléant en 1988, et il obtient un seul passage au bâton. Clark Crist, un ancien joueur des ligues mineures de baseball devenu dépisteur pour les Astros de Houston de la Ligue majeure de baseball, convainc son employeur de donner une chance à Lofton, et les Astros le mettent sous contrat après l'avoir choisi au 17e tour de sélection du repêchage amateur de juin 1988.

### Carrière
Cinq ans après la fin de sa carrière, Kenny Lofton est comme le veut la règle pour la première fois candidat à l'élection au Temple de la renommée du baseball en 2013. Il ne reçoit que 18 votes, et avec seulement 3,2 pour cent des 569 voix exprimées par les membres de l'Association des chroniqueurs de baseball d'Amérique, il n'apparaît pas sur les bulletins de vote l'année suivante puisqu'il n'a pas atteint le seuil minimum de 5 pour cent.
Depuis, Lofton est considéré comme un candidat valable qui aurait mérité un examen plus minutieux de sa candidature : selon JAWS (en), le système créé par le sabermétricien Jay Jaffe de Baseball Prospectus pour mesurer la pertinence des candidatures au Temple de la renommée, Kenny Lofton est le 8e meilleur voltigeur de centre de l'ère moderne, lègèrement derrière Duke Snider mais aussi devant Andre Dawson et Richie Ashburn, ces trois joueurs ayant été élus au Temple de la renommée. Il est prévu qu'un comité de révision des candidatures se penche sur le cas de Kenny Lofton en 2024.